# Pachyolpium isolatum
Espèce
Synonymes
- Olpium isolatum Chamberlin, 1925
- Pachyolpium adiposum Hoff, 1945

Pachyolpium isolatum est une espèce de pseudoscorpions de la famille des Olpiidae.

## Distribution
Cette espèce se rencontre au Panama et en Jamaïque.

## Description
La femelle décrite par Muchmore en 1984 mesure 3,18 mm.

## Systématique et taxinomie
Cette espèce a été décrite sous le protonyme Olpium isolatum par en Chamberlin, 1925. Elle est placée dans le genre Pachyolpium par Muchmore en 1984 qui dans le même temps place Pachyolpium adiposum en synonymie.

## Publication originale
- Chamberlin, 1925 : Diagnoses of new American Arachnida. Bulletin of the Museum of Comparative Zoology, vol. 67, p. 211-248 (texte intégral).